# Jézus az Újszövetségben
Jézus Krisztus – aki a keresztény egyházak hagyományos tanítása szerint Isten fia volt – életéről a bibliai Újszövetségben olvasható, Lukács, Máté,  Márk,  és János  által írt evangéliumok az alábbiakban vázolt képet adják.

## Jézus születése és az első napok

### Názáret: angyali üzenet a fogantatásról
Lukács: Heródes júdeai királysága idején Isten Gábriel arkangyalt küldte a galileai Názáretben élő szűz leányhoz, Máriához, aki Józsefnek, Dávid király leszármazottjának jegyese volt. Gábriel Máriának Istentől fogant fiúgyermeket ígért, akit Jézusnak kell elneveznie, és aki – az angyal jóslata szerint – Jákob házán örökké uralkodó király lesz. (Lk. 1,5; 1,26-38).
Máté: az Úr – név nélküli – angyala Jézus Szentlélektől fogantatását Józseffel közölte álmában, és felszólította arra, hogy a születendő fiút – aki népét majd vétkeitől megmenti – Jézusnak kell elneveznie (Mt. 1,20-21).

### Betlehem: születés és körülmetélés
Lukács: Küréniosz szíriai helytartóságának idején Augustus császár népszámlálást rendelt el, és mindenkinek a szülőhelyén kellett jelentkeznie. Ezért várandós jegyesével József is őse, Dávid városába, Betlehembe utazott. Mária itt szülte meg gyermekét és az újszülöttet jászolba helyezte, mivel nem volt szállásuk. A gyermeket nyájukat a közelben őrző pásztorok látogatták meg, miután angyalok adtak hírt nekik Jézus születéséről (Lk. 2,1-20). A gyermeket születése után nyolc nappal körülmetélték, és a "Jézus" nevet adták neki (Lk. 2,21).
János a születésről röviden úgy fogalmaz, hogy az Ige Istenből megtestesült (Jn. 1,13-14).

### Jeruzsálem: az elsőszülött szentelése

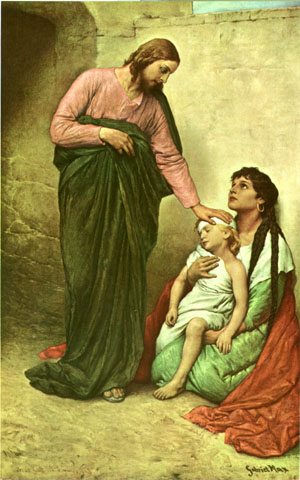
Jézus meggyógyít egy gyermeket
Gabriel Max festménye

Lukács: Jézust szülei a "megtisztulás ideje" után (körülmetélés utáni 33. nap, vö. Lev 12.4) mint elsőszülöttet, Jeruzsálembe vitték, hogy az Úrnak szenteljék (vö. Kiv 13.2), és hogy Máriát megtisztítsák szülése után (Lk. 2,22-24). A Templomban egy szent életű ember, Simeon, felismerte a gyermek Jézusban az Úr Felkentjét, és jóslatot mondott róla  (Lk. 2,27-35).

## Tanításai
Jézus – Júda leszármazottjaként – mintegy 30 éves korától, Keresztelő János általi megkeresztelkedése után körülbelül három évig hirdette a megtérést és a beléje vetett hit általi megbocsáttatás ígéretét Galileában és Júdeában. Korábbi életéről – egy kis epizód kivételével (amikor a 12 éves Jézus a jeruzsálemi templomban az írástudókkal beszélgetett az írásokról) – az evangéliumok nem írnak, így ismereteink csak néhány hitelesítetlen forrásból erednek.
Jézus képszerű történetekkel tanított, melyek vagy ellentmondások (paradoxon), hasonlatok, szóképek (metaforák) vagy példabeszédek (parabolák) útján magyarázták az élet titkait. Jézus tanításai során sok csodát is tett az ördögűzéstől a gyógyításokig, amik természetfeletti hatalmára utaltak. A fővonalbeli keresztény hagyományok tudósai, sok világi tudóssal együtt, ezeket a csodákat ténylegesen is Jézus természetfölötti hatalma megnyilvánulásának tekintik, bár mások ezeket a történeteket allegóriáknak (jelképes történeteknek) veszik és arra utalnak, hogy Jézus üzenete Keresztelő Szent Jánosnak, „…hogy a vakok szemeik világát veszik, a sánták járnak, a poklosok megtisztulnak, a siketek hallanak, a halottak feltámadnak, a szegényeknek az evangyéliom prédikáltatik” (Lukács 7,22) igazából olyasmit jelent, hogy munkássága eredményeképpen a népek szeme megnyílik az igazság meglátására, a lelkileg botladozók az igazság útján járnak, a bűnösök bűneik mocskától megtisztulnak, az addig lelkileg süketek most hallják az igét, az elcsüggedtek új életerőt találnak, és a szegényeket pedig örömhír vigasztalja.
Jézus életében sok vallási vezetővel vitatkozott, az egymást ellenző sadduceus és farizeus erőket is  beleértve. Ezek során Jézus liberális farizeusokra, vagy éppenséggel esszénusokra jellemző érveket hozott fel. Mégis, bár az első évszázadban a farizeusok a zsidóság legbefolyásosabb szektájává váltak, az evangéliumok Jézust az ő ellenségükként állították be. Jézus, mint társadalmi reformátor, és különösen a követőinek az a feltüzelő nézete, hogy Ő volt a megígért Messiás, a társadalom fennálló hatalmi helyzetét fenyegette, és így a többnyire sadduceusokból álló templomi hatalmasságok őt ellenségüknek tekintették.
Jézus egyik fő tanítása az akkori történelmi kor végére vonatkozott, amiből a korabeli népek sokasága a világ szó szerinti végét értették ki. Emiatt Jézust apokaliptikus (világvégét hirdető) prédikátornak lehet nevezni, aki a zsidóknak az általuk ismert világ közelítő végének üzenetét hozta el. A fennmaradt szövegek némely magyarázója – főleg a református vonalon – úgy véli, hogy Jézus a zsidó törvények szigorúan kemény értelmezését elutasítva a törvény betűje helyett annak szellemére helyezte a hangsúlyt.
A Biblia kifejezetten nem jelzi, hogy Jézusnak bármilyen romantikus viszonya lett volna akárkivel is, és a legtöbb kutató úgy véli, hogy nem is volt. A legtöbb biblikus azt gondolja, hogy „az a tanítvány, a kit szeret vala Jézus” (János 21,20) János apostol lehetett, de mások a bethániai Lázárra (Máriának és Mártának a testvérére), vagy Mária Magdolnára gondolnak.

## Az utolsó napok, hetek és a követők

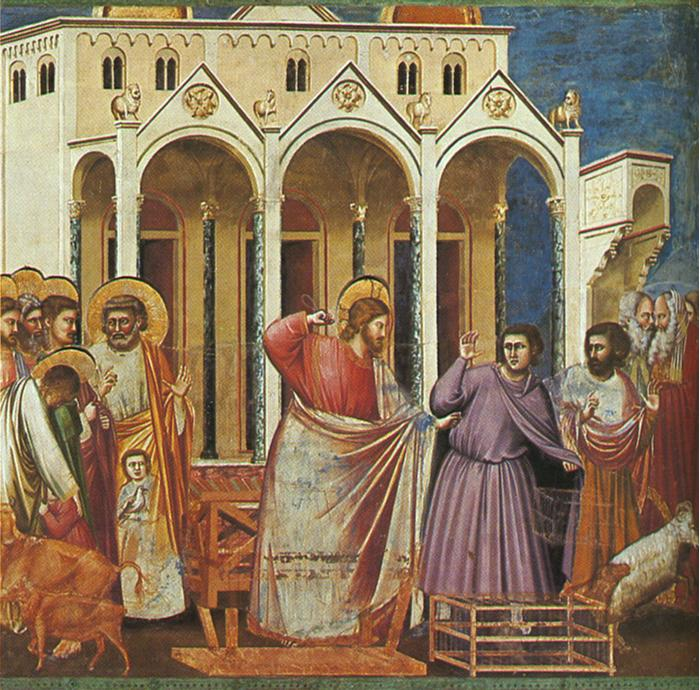
Jézus kiűzi az árusokat a templomból
Giotto festménye

A Kr. u. 30. vagy 33. év tavaszán Jézus tanítványaival és követőivel a húsvéti ünnep megtartására Jeruzsálembe ment, ahol a pénzváltók asztalainak és az árusok állványainak felborításával jelentős zavargást keltett, minek következtében (János 18,13) a Zsidó Nagytanács (Szanhedrin) és Kajafás főpap rendeletére letartóztatták (a tizenkét tanítvány egyike, Iskáriótes Júdás egy csókkal árulta őt el a letartóztató templomőröknek (Lukács 22,48). Jézust a zsidó vallási vezetők hitehagyottként elvetették, istenkáromlásért elítélték és nyomásuk alatt meghajolva Poncius Pilátus kelletlen rendeletére a rómaiak keresztre feszítették tanítványai, édesanyja, Mária és nevezetesen Mária Magdolna, valamint sokan mások jelenlétében; Niszán hónap 14-én, pénteken. Arimátiai József Pilátustól engedélyt kért és kapott, hogy Jézus testét egy közeli új sírba temethesse a szombat előtt (azaz a pénteki naplemente előtt).
Jézus azonban a harmadik napon halálából feltámadt. Bár nem volt tanúja a tényleges feltámadásnak, Máté 28,4 szerint a sírt őriző templomőrök majdnem halálra rémültek, mikor az Isten angyala elgördítette a követ a sír szájáról, és mikor Mária és Mária Magdolna Jézus testének bekenésére a sírhoz érkeztek, azt már üresen találták. Jézus megjelent Máriának (János 20,14) és tanítványainak, s később mintegy 500-an lettek tanúi a feltámadott Jézusnak, mielőtt negyven nappal feltámadása után felemeltetett volna a mennyekbe (mennybemenetel).
Az evangéliumok által Jézusnak tulajdonított szavak és tettek képezik a kereszténység tanításának alapjait. E tanításokat kezdetben a „tanítványok”-nak vagy „apostolok”-nak (=üzenetet hozó) nevezett tizenkét követője által képzett kis csoport hirdette másokkal együtt, akik feltámadásának és mennybemenetelének tanúi voltak.
A legtöbb keresztény bibliamagyarázó szerint Jézus tanításainak fő témája a világvégi megtérés szükségessége volt. Jézus alaposan felkészítette tizenkét apostolát tanításai folytatására. Azon keresztények legtöbbje, akik Jézus csodáit nem példázatnak, hanem tényleges valóságnak hiszik, úgy gondolják, hogy a Szentléleknek Jézus mennybemenetelét követő eljövetele által az apostolok hatalmat nyertek úgy a zsidók, mint a pogányok gyógyítására.
Ötven nappal Jézus feltámadása után a Szentlélek leszállt az apostolokra és a tanítványokra (pünkösd), akik a Szentlélektől erőt és bátorságot merítve elkezdték hirdetni Krisztust és tanúságot tettek haláláról és feltámadásáról. Ezzel kezdetét vette a Keresztény Egyház, a Krisztusban hívő emberek közössége. Az Egyházban Krisztus a szentségekben (keresztség, bérmálás, oltáriszentség, bűnbánat szentsége, betegek kenete, egyházi rend, házasság) van jelen, melyeket azért rendelt, hogy az embereket szeretetközösségbe gyűjtse össze.

## Jézus életének ábrázolása a magyar festészetben
| A Munkácsy-trilógia |
| ------------------- |

- Krisztus Pilátus előtt (1881), 
Déri Múzeum, Debrecen[1]
- Ecce Homo (Íme, az Ember, 1896) 
Déri Múzeum, Debrecen[2]
- Golgota (latinosan Kálvária, 1884), 
Déri Múzeum, Debrecen[3]